# Aftenia (inslagkrater)
Aftenia is een inslagkrater op de planeet Venus. Aftenia werd in 1997 genoemd naar Aftenia, een Moldavische meisjesnaam.
De krater heeft een diameter van 7 kilometer en bevindt zich in het quadrangle Lakshmi Planum (V-7) in de laagvlakte Sedna Planitia.